# Pseudepipona herrichii
Pseudepipona herrichii är en stekelart som först beskrevs av Schulthess 1855.  Pseudepipona herrichii ingår i släktet Pseudepipona och familjen Eumenidae. Utöver nominatformen finns också underarten P. h. derufata.